# Kopsia larutensis
Kopsia larutensis är en oleanderväxtart som beskrevs av George King och Gamble. Kopsia larutensis ingår i släktet Kopsia och familjen oleanderväxter. Inga underarter finns listade i Catalogue of Life.